# Volmolenbrug
De Volmolenbrug is een betonnen liggerbrug over de Dijle in Leuven. De brug is een deel van de R23, de ring rond Leuven. Bij de aanleg van de ring in 1952 werd een betonnen dak over de Grote Spui gebouwd. De Grote Spui was een waterpoort op de Dijle. Deze bestond uit drie kleine en één grotere overspanning in metselwerk. In 1559 werd een watermolen gebouwd in een van de arcaden. Vandaar de naam "Volmolen".
De brug bestaat uit één overspanning van 27 m, de breedte bedraagt 26,2 m.